# El temps vençut per l'amor, la bellesa i l'esperança
El temps vençut per l'amor, la bellesa i l'esperança (també Al·legoria del Temps i la Bellesa) és un quadre del pintor Simon Vouet, realitzat el 1627, conservat al Museu del Prado. El museu el va adquirir a Londres el1954.

## El tema
El tità Cronos és personificat com l'inexorable Temps que tot ho devora, només a vegades detingut o vençut per l'Amor, la Bellesa i l'Esperança. L'al·legoria és mostrada d'una forma alguna cosa còmica i jovial.

## Descripció de l'obra
El Temps, amb la dalla de la mort i rellotge de sorra, és derrocat per la Bellesa i l'Esperança, a les quals ajuden alguns amorets que ataquen a l'ancià a terra, de manera graciosa, mossegant i desplomant les seves ales. Una corona de flors identifica a l'Esperança, mentre que la Bellesa, per la qual suposadament Vouet va utilitzar com a model a la seva esposa, Virginia da Vezzo, li arrenca alguns cabells.